# Carlos Lapola
Carlos José Lapola Rodríguez (Esquipulas, Chiquimula, Guatemala, 4 de mayo de 1966) es un empresario y político guatemalteco, desde 2012 a 2024 ocupó el cargo de alcalde del Municipio de Esquipulas, y fue reelecto para un segundo período por el  Partido Patriota en la elección municipal de 2015, siendo el primer esquipulteco en lograr elegirse consecutivamente para este cargo. Fundador y representante legal del Comité Cívico Desarrollo, con el cual fue inscrito para participar como candidato a alcalde en la elección municipal de 2019, en la cual fue nuevamente reelecto, siendo el primero en ser elegido por un comité cívico, su cargo finaliza el 15 de enero de 2024.

## Biografía
Nació el 4 de mayo de 1966, en la ciudad de Esquipulas, Chiquimula, Guatemala, siendo hijo de María Luisa Rodríguez y José Lapola. Lapola convive los primeros años de su vida en el seno de una familia conservadora católica, por ello cursó su primaria en colegio privado católico San Benito de la Ciudad de Esquipulas, y luego siguió sus estudios básicos en el Instituto Adolfo Venancio Hall Ramírez de Zacapa e Instituto INBECC, en los cuales cursó cuarto y quinto Perito Contador con Orientación en Computación, los cuales no logró concretar para obtener su título de diversificado. 
Carlos Lapola es nieto de Victorino Lapola Díaz (fallecido), quien fue alcalde de Esquipulas durante el período de 1978 a 1982.
Es parte de la Asociación de Ganaderos y Agricultores, y uno de los miembros fundadores de la Asociación Victoria, una institución benéfica la cual imparte becas educativas para aquellos que no tengan los recursos para financiar su educación y funciona a través del Instituto Municipal de Educación Diversificada de Esquipulas (IMEDE). En cuanto a su condición económica, percibe ingresos de su empresa de transporte pesado. Fue candidato a alcalde en 2007, pero fue derrotado por Moncho Peralta, quedando en tercer lugar. Fue elegido alcalde el 11 de septiembre de 2011 y reelecto en la elección celebrada el 6 de septiembre de 2015.

## Carrera política

### Elección municipal 2007
Para la campaña de elección de alcalde, en 2007, el Partido Patriota lo postuló como candidato, los resultados de la elección no lo favorecieron, ya que era la primera vez participaba como candidato a dicho cargo público y era muy poco conocido, principalmente en el área rural. Además su mayor dificultad fue que competía contra dos exalcaldes de la localidad, los cuales tenían más apoyo y experiencia en la real5ización de campaña. Las elecciones se celebraron en septiembre del mismo año y  después del conteo de votos, Lapola terminó en el tercer puesto, siendo electo como alcalde el agricultor Moncho Peralta.
|  | 40.74 % |

|  | 27.52 % |

|  | 18.43 % |

|  | 8.74 % |

|  | 2.73 % |

|  | 1.85 % |

Resultados oficiales del TSE.

## Alcalde de Esquipulas

### Elección municipal 2011
Durante la campaña política de 2011, el panorama fue diferente para Lapola, pues en su planilla logró integrar a personas reconocidas de la localidad, lo cual le daba apoyo y confianza a su candidatura. Presentó su planilla en junio de ese año, en la cual figuraba como concejal primera, la educadora y propietaria de Colegio Montessori, Licda. Milagro de Recinos, quien ya había tenido ese cargo durante el gobierno municipal de Julio Lima (2008-2012), además durante 2011, fue candidata a diputada por Chiquimula en la segunda casilla del partido Gran Alianza Nacional, no siendo electa. Sin embargo, meses después se notificó que ella no estaría dentro de la planilla del Partido Patriota. Finalmente, se presenta la planilla al TSE, siendo encabezada por Carlos Lapola, candidato a alcalde y  Carlos Ponce como concejal primero,  quien renunciaría durante los primeros meses de estar en el cargo.
En esta ocasión Lapola tenía más apoyo en comparación a la elección anterior y encabezaba las encuestas locales. En esta elección, Moncho Peralta, quien ejercía el cargo de alcalde y aspiraba a una reelección era su principal rival, el cual lanzó su candidatura por el partido Unidad Nacional de la Esperanza y utilizó el eslogan, "Moncho Peralta un alcalde que cumple", sin embargo, la administración de Peralta tenía un nivel de aprobación bajo entre los esquipultecos, ya que durante su administración no se ejecutaron obras que llenaran las necesidades del área urbana, ni rural, además el servicio de agua municipal tenía dificultades y era irregular en algunos sectores y se incrementó el costo de este,  y sobre todo el incumplimiento de su plan de trabajo, compromiso que había hecho en 2007 y que durante los tres años y medio que llevaba su administración no había ejecutado, entre las obras que resaltaban en ese plan de trabajo estaban: construcción de una planta de tratamiento de aguas negras, ampliar el proyecto de agua de Río Frío, construcción de un relleno sanitario de basura fuera de la ciudad, ampliar el centro de salud, entre otras. Esto fue aprovechado por la campaña de Carlos Lapola y el Partido Patriota para desacreditar a Peralta, manifestando que él no tenía la solvencia moral para pedir el voto de los esquipultecos, ya que no había cumplido con la mayor parte de esta plan de trabajo.
En el marco de la campaña de Lapola, el 20 de agosto de 2011, recibió al entonces presidenciable Otto Pérez Molina, la cual fue la última visita realizada en el interior del país antes del cierre de campaña del partido en la ciudad de Guatemala. El mitin se llevó a cabo en la tercera avenida, frente al atrio de la basílica, aunque antes de que se realizara el evento, Pérez Molina visitó la basílica de Esquipulas y el altar que guarda al Cristo Negro.

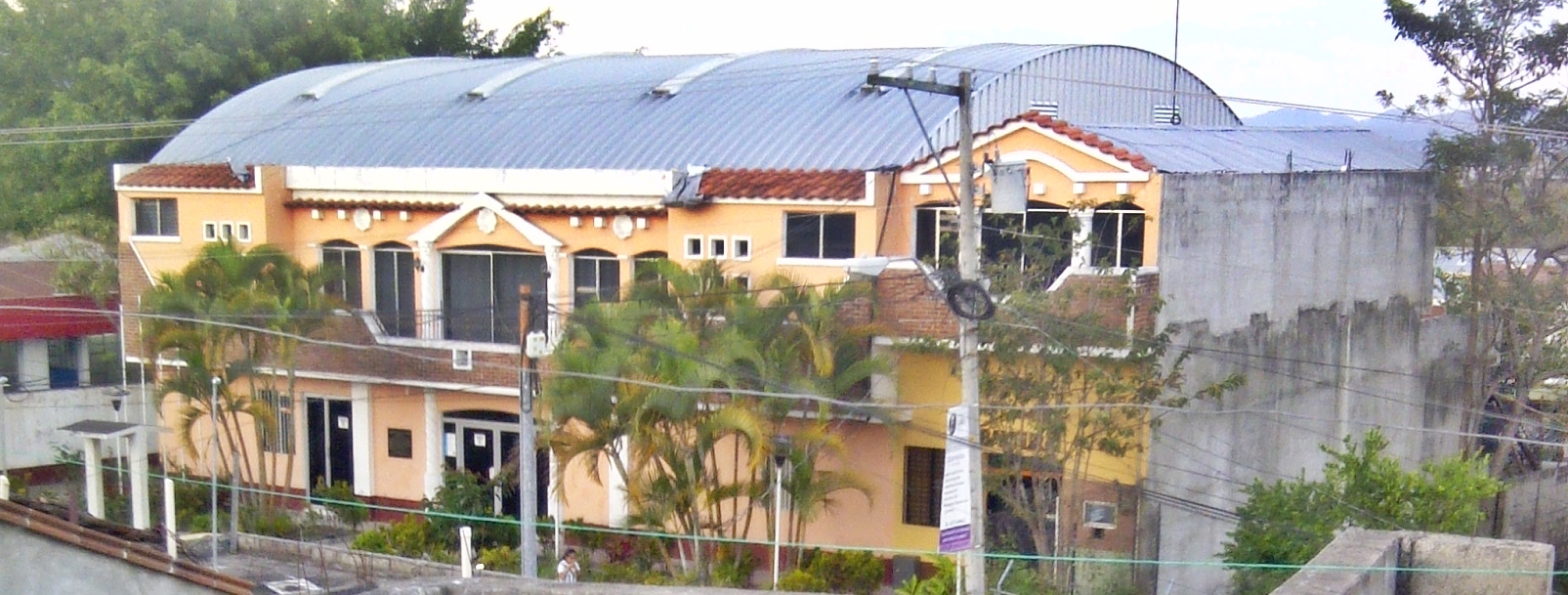
Municipalidad de Esquipulas, sede del gobierno municipal.

|  | 45.00 % |

|  | 26.05 % |

|  | 25.84 % |

|  | 2.23 % |

|  | 0.87 % |

Resultados oficiales del TSE.

### Gobierno municipal 2012-2016
Fue inscrito como candidato a la alcaldía por el Tribunal Supremo Electoral en junio de 2011, fue uno de los cinco candidatos, el 11 de septiembre de 2011, luego del conteo de votos que culminó a las 11:40 PM, fue declarado ganador de la elección municipal de Esquipulas con un 45% del total de votos (7060). Fue juramentado al cargo el 15 de enero de 2012 en la Municipalidad de Esquipulas, donde durante un amplio discurso expresó que su prioridad sería llevar el desarrollo económico al municipio, impulsando programas sociales y mejorando el sistema tributario, así como mejorar la infraestructura y reducir los índices de violencia del municipio.
Durante la campaña para la elección de alcalde de 2015, Lapola se vio beneficiado en diferentes encuestas, debido la considerable obra pública realizada durante su gestión, entre las cuales destacan: la construcción de los paradores turísticos El Mirador y Piedra de los Compradres en conjunto con INGUAT, la instalación de cámaras de seguridad y semáforos y principalmente la realización de obras, como pavimentación y adoquinamiento en colonias y barrios de la periferia de la ciudad.
La noche del 26 de noviembre de 2013, un corto circuito en el interior de uno de los comercios del Mercado de Artesanías de la localidad, ubicado a un costado de la basílica de Esquipulas, causó un incendio, el cual consumió aproximadamente trescientos locales comerciales, en los cuales se vendían artesanías, velas y ropa, registrándose pérdidas por más de diez millones de quetzales. Ante este incidente, el concejo municipal presidido por Lapola, presupuestó la construcción de la parte dañada de dicho mercado, el cual tuvo un costo de más de un millón de quetzales y la cual fue entregada en el mes de agosto de 2015, días después de que otro siniestro afectará otra parte del mismo mercado.
Durante su gestión se declaró patrimonio cultural intangible de los esquipultecos (acuerdo municipal) a las fiestas patronales de Esquipulas, las cuales se hacen en honor a Santiago Apóstol, mismas que son conocidas coloquialmente como "Fiestas Julias". También, el Gobierno de Alejandro Maldonado Aguirre por medio del Ministerio de Cultura y Deportes se declaró como Patrimonio Cultural Intangible de la Nación la "Romería o Peregrinación a Esquipulas", según el acuerdo ministerial 1199-2015 publicado en el Diario de Centro América, los criterios tomados para este nombramiento se debe que Esquipulas ha sido parte importante del fervor religioso y cultural por más de 400 años, tanto para los guatemaltecos como para ciudadanos centroamericanos y el Cristo Negro de Esquipulas es una imagen venerada por millones de fieles de Centroamérica y México que se encuentra en la Basílica de Esquipulas en la ciudad del mismo nombre en Guatemala.
El concejo municipal que acompañó a Carlos Lapola en el período de 2012 a 2016 fueron:
| Cargo                | Titular                                  | Partido                   |
| -------------------- | ---------------------------------------- | ------------------------- |
| Alcalde              | Emp. Carlos José Lapola Rodríguez        | Partido Patriota          |
| Sindico I            | Profa. Alma Azucena Morales López        | Partido Patriota          |
| Sindico II           | Prof. José Alfonso Espina Monroy         | Partido Patriota          |
| Concejal I           | Licda. Fernanda Concepción Ardón Paredes | Partido Patriota          |
| Concejal II          | Bach. Víctor Humberto Galvéz Portillo    | Partido Patriota          |
| Concejal III         | Elder Francisco Sosa Oliveros            | Unión del Cambio Nacional |
| Concejal IV          | Emp. Jorge Rolando Pérez                 | Coalición UNE-GANA        |
| Concejal V           | Ing. Joel Rosas Contreras                | Partido Patriota          |
| Concejal Suplente I  | Profa. Sandra Estela Lemus Ruedas        | Unión del Cambio Nacional |
| Concejal Suplente II | Vacante                                  | Vacante                   |

Fuente:

### Elección municipal de 2015
Según los resultados oficiales del Tribunal Supremo Electoral, Carlos Lapola fue históricamente reelecto como alcalde, ya que nunca un alcalde en funciones había ganado la reelección.
|  | 41.64 % |

|  | 25.05 % |

|  | 18.79 % |

|  | 7.31 % |

|  | 7.14 % |

Resultados oficiales del TSE.
Según los resultados oficiales del Tribunal Supremo Electoral, Carlos Lapola fue históricamente reelecto como alcalde, ya que nunca un alcalde en funciones había ganado la reelección.

### Elección municipal de 2019
|  | 36.67 % |

|  | 25.12 % |

|  | 15.27 % |

|  | 10.78 % |

|  | 5.50 % |

|  | 3.31 % |

|  | 2.26 % |

|  | 1.10 % |

Resultados oficiales del TSE.

### Elección municipal de 2023
En las elecciones de 2023 se presentó nuevamente, pero en esta ocasión no logró la reelección quedando en segundo lugar por 29 votos detrás del ganador.
|  | 27.13 % |

|  | 26.97 % |

|  | 17.57 % |

|  | 17.22 % |

|  | 2.0 % |

|  | 1.91 % |

|  | 0.85 % |

|  | 0.49 % |

|  | 0 % |

Resultados oficiales del TSE.